# Lasiurus degelidus
Lasiurus degelidus — вид рукокрилих, родини Лиликові.

## Поширення, поведінка
Цей вид є ендеміком Ямайки. Зустрічається нижче 400 м. Рідкісний; відомий з усього 6 пунктів (2005). Здається, спочиває на деревах. Часто був зловлений над водою. Комахоїдний.